# 白河福安宮
23°21′03″N 120°24′58″E / 23.35073°N 120.41623°E
白河福安宮又稱店仔口福安宮，位於臺灣臺南市白河區，主祀天上聖母，是白河地區的重要廟宇，又稱「大廟」:168。關於該廟的建立年代有許多說法，但因為該廟乃分祀自後壁區下茄苳泰安宮，故確切年代應在清乾隆四十四年（1779年）以後:168。
該廟在日治時期皇民化運動期間遭到拆毀，二次大戰後才由地方信眾組織委員會討回廟地:169，並在1975年改建成今貌:170。

## 沿革

### 創建年代
關於白河福安宮的創建年代，歷來有數種說法:168：
| 年號 | 年份                   | 出處                  |
| ---- | ---------------------- | --------------------- |
| 康熙 | 康熙卅五年（1696年）   | 《福安宮沿革誌》      |
| 康熙 | 康熙六十一年（1722年） | 《臺南縣志稿‧人民志》 |
| 康熙 | 康熙末年               | 《臺南州祠廟名鑑》    |
| 乾隆 | 乾隆年間               | 《臺灣寺廟概覽》      |
| 乾隆 | 乾隆四十年（1775年）   | 《南瀛文獻》          |
| 乾隆 | 乾隆末期               | 《南瀛老街誌》        |
| 嘉慶 | 嘉慶年間               | 《臺南縣寺廟大觀》    |

張耘書《臺南媽祖信仰研究》一書認為白河福安宮既然是分香自下茄苳泰安宮，而泰安宮又應該是在乾隆四十四年（1779年）所建，自然建立時間會在這之後，約是乾隆末年或更晚:168。

### 清朝與日治
根據廟方說法，福安宮是由當地首富吳文秀所倡建，邀集附近13街庄之仕紳開會後，決定在位居中心的店仔口街建廟:168、170。而在建廟之後，當地富豪徐聖、黃盛、蘇某等在道光十七年（1837年）集資改建，而後在光緒年間亦有所整修:168。
日治時期皇民化運動期間，官方以「寺廟整理」為由，拆毀了白河地區的廟宇，福安宮亦遭到拆毀，原址改建成白河警察派出所底下的「聯合保甲事務所」:169。福安宮的神像則被沒收到新營郡役所警察課，但當地仕紳吳獅偷藏了二聖母與三聖母神像，林濟恒則偷藏了二聖母副尊:169。

### 民國時的重建
日本二戰投降後，1945年吳獅在警察郭朝滄的協助下迎回了福安宮的12尊神像，與先前被偷藏的3尊神像一起暫時供奉在新厝仔吳祖祠堂內:169。同年地方信眾組織了福安宮管理委員會，向新營區警察所長陳請，在次年將廟地討回，把事務所改回廟宇:169。而當地其他在日治時期遭到破壞的廟宇之神明，也被迎到福安宮內供奉:169。也因為如此，原本依附在文昌祠（店仔口文祠）的「玉山書院」也遷入福安宮內，民國四十二年（1953年）1月20日當地文人林春水即在此成立「玉山吟社」:180:269。
民國五十六年（1967年）發起重建，於民國六十四年（1975年）完成前後殿工程，次年起連續三年都舉辦了遶境活動，即「十三街庄香」:170。然而此後又因故中斷，直到民國九十九年（2010年）才恢復舉辦:172。

## 十三街庄香
十三街庄香形成於清朝時期，或可追溯至建廟之初:171。日治時期的明治三十年（1897年）左右還有舉辦一次，但後來因為種種因素而停辦:171、172。民國時期廟宇改建後曾經恢復舉辦連續三年，但又因故中斷，後來在2010年5月3日才恢復舉辦:172。
戰後的十三街庄香大致分為籌備、遶境、祝壽三個階段，舉辦時間約在農曆三月廿三媽祖誕辰前三日，參與人員事前需要茹素三天:176。遶境時按例由二媽擔任主帥，廟中其他神明同行:176。三天的遶境會分別以綠紅黃三色代表，各路線安排一領隊執該色隊旗:178。早年全程都是以步行完成，但後來其中一段跨越急水溪的溪底小路因水患而毀，故此段改為搭車:178。而過去每晚媽祖都會回鑾福安宮，現已改為駐駕於當天最後抵達的廟宇:179。

### 遶境範圍
1970年代以前的香路涵蓋了白河、後壁、東山三區，1976年時主要是馬稠後關帝廟以及偏遠的後壁土溝、大林等地退出遶境範圍:174、175。2010年以後大致沿用1976年的範圍，但早期路線是用「角頭」為據點，現在則改以「宮廟」為據點:175。
| 時期             | 範圍 | 備註                                           |
| ---------------- | --- | ---------------------------------------------- |
| 清代             | 下茄苳南堡：店仔口街、客庄內莊、頂秀祐莊、下秀祐莊、竹仔門莊、埤仔頭莊、馬稠後莊、烏樹林莊 下茄苳北堡：海豐厝莊、大排竹莊、下茄苳莊、土溝莊 哆囉嘓西堡：糞箕湖莊（部分）                                         | 參考1970年代以前的遶境範圍推斷出的13街庄:174。 |
| 1970年代以前:174 | 白河鎮：白河、秀祐里、廣安里、玉豐里、大竹里、草店里、內角里、甘宅里、竹門里、崎內里、昇安里、庄內里、外角里、下角里、永安里、崁頭里、大林里、河東里、虎山里、汴頭里 後壁鄉：烏樹村、嘉苳村、土溝村 東山鄉：三榮村 |                                                |
| 1976年:174       | 白河鎮：白河、秀祐里、廣安里、玉豐里、大竹里、竹門里、崎內里、昇安里、 庄內里、外角里、下角里、永安里、汴頭里 後壁鄉：烏樹村 東山鄉：三榮村                                                                      |                                                |